# Carl Robie
Carl Robie (Darby (Pennsylvania), 12 mei 1945 – 30 november 2011) was een Amerikaans zwemmer, gespecialiseerd in de vlinderslag. 
Robie nam deel aan twee edities van de Olympische Zomerspelen, waarbij hij telkens een medaille won op de vlinderslag. In 1968 won hij zelfs de gouden medaille. Tevens behaalde hij ook viermaal het wereldrecord op deze discipline bij de mannen. Dit wereldrecord werd hem driemaal afgenomen door Kevin Berry. 